# Robert Lundell
Robert Lundell, Nils Robert Lundell, född 2 november 1950 i Arvika, Värmlands län, är en svensk magiker, illusionist och komiker som går under artistnamnet Robert’o. 

## Mästerskap
Roberts trolleriintresse startade redan som ung då han hittade en trollerilåda som hans farfar köpt i USA. I början skedde trolleriet i det egna hemmet för föräldrar med flera och ledde fram till att han började satsa på trolleriet allt mer. 1978 var första året Robert blev svensk mästare i trolleri och har efter det blivit svensk mästare ytterligare fem gånger. 
Första framträdandet på de nordiska mästerskapen var också 1978 och ledde direkt fram till en vinst i entrickstävlingen. Efter denna succé har Robert vunnit trofén i de nordiska mästerskapen fyra gånger och är tillsammans med norrmannen Finn Jon ensamma om att ha vunnit trofén fyra gånger. Europamästerskapet i trolleri 1983 ägde rum i Baden-Baden i Tyskland och här blev Robert europamästare för första och enda gången i scentrolleri. 

## Turnéer och kongresser
Första gången Robert uppträdde på en kongress var 1979 på Ron MacMillans ”Stars of Magic” i London och efter det har han rest jorden runt och uppträtt. USA har varit ett populärt land för Robert och här har han varit i Kalifornien och uppträtt både på det exklusiva Magic Castle i Los Angeles och också i Newport Beach. Även i Houston, Texas har han uppträtt och den gången på Magic Island, men som för alla andra illusionister så har alltid Las Vegas lockat och här uppträdde Robert på Tropicana Casino & Hotel 1986 under en kortare period. 
Flera gånger har Robert uppträtt i Europa och varit på turnéer i bl.a. Tyskland och Schweiz. I tio år (1987-1997) uppträdde Robert varje sommar på Stena Lines färjor mellan Sverige och Danmark/Tyskland. 1994 var ett hektiskt år då han också uppträdde i Australien och senare under året även på Silja Lines båtar mellan Helsingfors och Travemünde. 
Robert har flera gånger också uppträtt på galaföreställningar som magiska cirklar runt om i världen anordnat och sista gången Robert uppträdde med sin prisbelönta akt var på just galaföreställningen på de Nordiska Mästerskapen 2003.

## TV-framträdanden
Robert var 1980 med i ”TV-mästerskapet i trolleri” vilket också var hans första TV-framträdande och här slutade han på andra plats. Redan året därpå var han tillbaks i TV igen och denna gång hette programmet ”Lite Grand i örat” från Grand Hotell i Stockholm. Tre gånger har Robert också varit med i ”Go Morron Sverige” mellan 1982 och 1995. 
”Vaudeville Show” gick 1986 av stapeln i Umeå och här visade Robert upp sin tävlingsakt för det svenska folket. Därefter har Robert också kunnat synas i caféprogram med både Bengt Alsterlind och Lennart Broström ett flertal gånger och under 1990-talet kunde Robert även ses i ”Vi i femman”.

## Nuvarande
Numera gör Robert främst barn- och familjeföreställningar som innehåller allt från manipulationer av världsklass till illusioner av den större skalan blandat med komik och buktaleri med de flesta programmen i spannet 40-50 minuter. Robert har även en trolleriskola där han lär ut enkla trolleritrick till barn och är mycket uppskattad vart han än kommer med den. 
När Robert inte uppträder jobbar han som lärare i Arvika och har även under tio års tid kombinerat både lärarjobb och trolleri med att fungera som friidrottstränare åt sin son. Detta har bl.a. lett till ett flertal SM-guld och medverkan i Ungdoms-Finnkampen och Nordiska Mästerskapen i friidrott för juniorer för Roberts son Anders.  